# 李桓 (元朝)
李桓，字晋仲，建康上元（今江苏省南京市）人，元朝政治人物。
李桓是杨刚中的外甥。由乡贡进士，官至江浙儒学副提举。以善写文章，名扬江东，他的文章婉转富于变化、辞藻华丽而含蓄，学者多传诵。杨载与杨刚中同辈行，李桓则稍后。